# جیوولتو
جیوولتو (به ایتالیایی: Givoletto) یک کومونه در ایتالیا است که در استان تورین واقع شده‌است.

## خصوصیات
جیوولتو ۱۲٫۸ کیلومترمربع مساحت و ۳٬۸۶۲ نفر جمعیت دارد و ۴۰۰ متر بالاتر از سطح دریا واقع شده‌است.